# Rainfordia opercularis

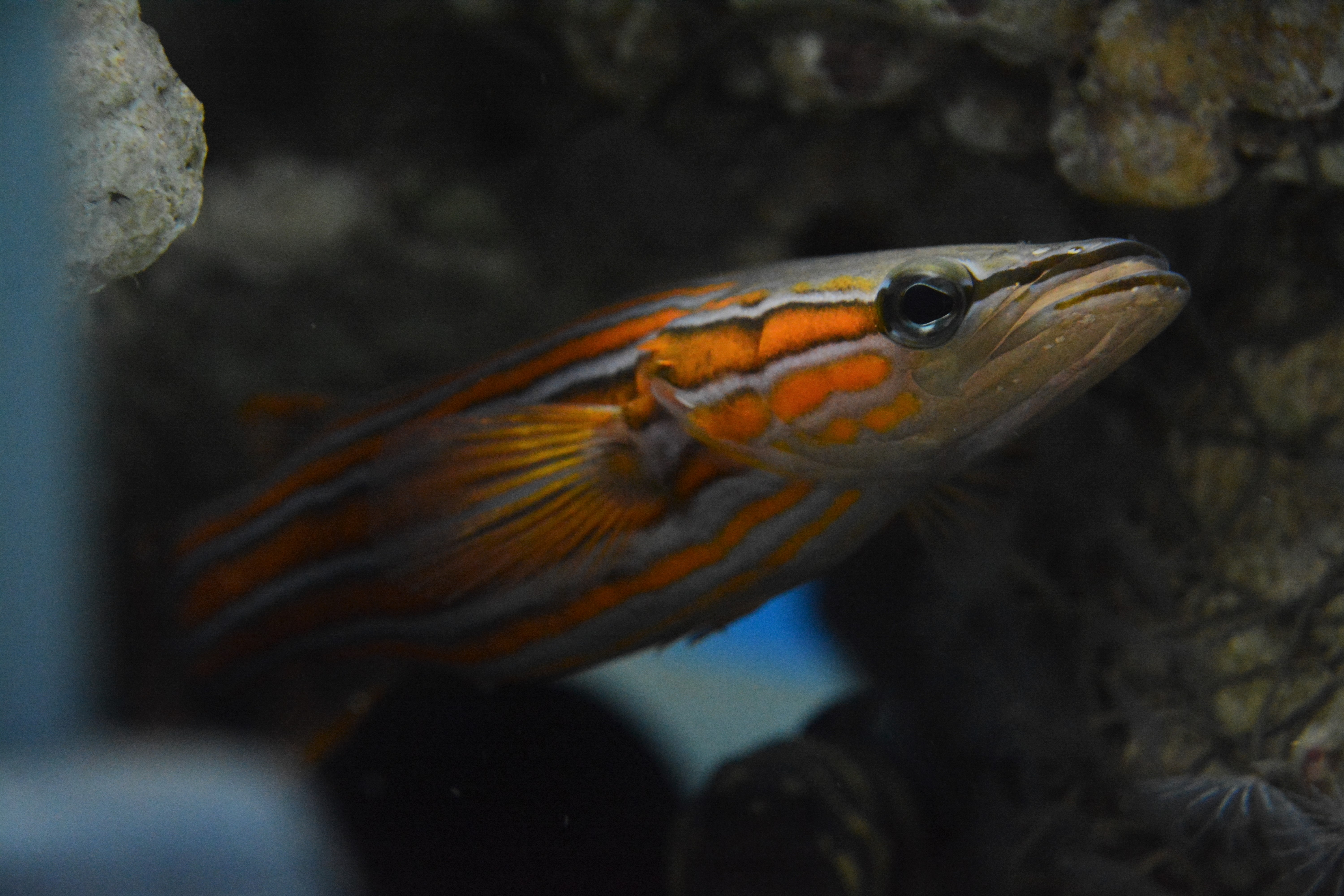
Rainfordia opercularis

Rainfordia opercularis ist ein kleiner Meeresfisch aus der Ordnung der Barschartigen (Perciformes), der in den Korallenriffen des tropischen nordwestlichen Australiens und im Great Barrier Reef vorkommt.

## Merkmale
Die Art erreicht eine Maximallänge von 15 cm und ist für eine Zackenbarschart ungewöhnlich langgestreckt. Der Kopf ist abgeflacht, der Rumpf vorne zylindrisch und hinten seitlich abgeflacht. Der Kopf mit Ausnahme der Stirn, Ober- und Unterkiefer, der Rumpf und große Bereiche der unpaaren Flossen sind mit sehr kleinen Kammschuppen bedeckt. Das Maul ist groß und vorstreckbar (protraktil). Beide Kiefer und der Gaumen (Vomer und Palatinum) sind mit bürstenförmigen Zähnen besetzt. Pseudobranchien sind vorhanden.
Die Grundfärbung ist orange, eher dunkel an den Seiten und eher gelblich auf dem Rücken und am Bauch. Auf jeder Körperseite zeigt Rainfordia opercularis sechs violette, schwarz begrenzte Längsstreifen. Die Stacheln der ersten Rückenflosse sind gelb, die Flossenmembran ist transparent. Die zweite Rückenflosse und die Afterflosse stehen sich symmetrisch gegenüber. Beide sind an der Basis dunkel, am äußeren Rand gelb und dazwischen weißlich. Die Flossenstrahlen sind rotbraun. Brust und Bauchflossen sind gelblich-pink. Auf der Schwanzflossenbasis befindet sich ein dunkler, blau umrandeter Augenfleck. Die quadratische Schwanzflosse ist braun, ihre äußeren Ecken sind weiß.
- Flossenformel: Dorsale 1 IV, Dorsale 2 I/9; Anale III/8; Pectorale 17; Ventrale I/5; Caudale 17.

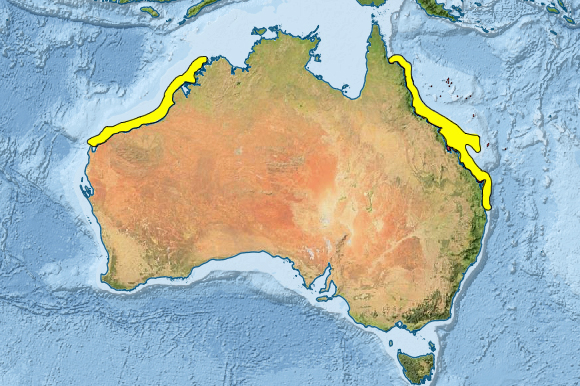
Gelb, das Verbreitungsgebiet von Rainfordia opercularis

- Schuppenformel: Sl 46.
- Branchiostegalstrahlen: 7.

## Lebensweise
Rainfordia opercularis lebt in Höhlen und Spalten in Korallenriffen an den tropischen Küsten Australiens. Aufgrund der versteckten Lebensweise ist kaum etwas über das Verhalten der Art bekannt.

## Systematik
Gattung und Art wurden 1923 durch den australischen Ichthyologen Allan Riverstone McCulloch beschrieben. Die Gattung wurde nach E. H. Rainford benannt, einem Fischfänger, der für das Australian Museum gearbeitet hat. Die Artbezeichnung opercularis verweist auf den Augenfleck an der Basis der Schwanzflosse. McCulloch stellte eine Verwandtschaft mit dem Sechsstreifen-Seifenbarsch (Grammistes sexlineatus) fest, führte für Rainfordia opercularis aufgrund der ungewöhnlichen Körperform, den flachen Kopf und seine Beschuppung aber eine eigene Familie ein, die Rainfordiidae. Heute gehört Rainfordia opercularis zur Familie Liopropomatidae, die nach der kleinwüchsigen Barschgattung Liopropoma benannt wurde. Die zwei Gattungen bilden dort zusammen mit den Gattungen Bathyanthias und Jeboehlkia die Unterfamilie Liopropomatinae.

## Belege
1. ↑  
Paolo Parenti, John E. Randall: An annotated checklist of the fishes of the family Serranidae of the world with description of two new related families of fishes. In: FishTaxa. Band 15, 2020, S. 109.
2. 1 2 3  
A. R. McCulloch: Fishes from Australia and Lord Howe Island. No. 2. In: Records of the Australian Museum. v. 14, no. 2, 1923, S. 113–125, Pls. 14-16, S. 120 u. 121.
3. ↑  Rainfordia opercularis auf Fishbase.org (englisch)
4. ↑  R. Fricke, W. N. Eschmeyer, R. Van der Laan (Hrsg.): Eschmeyer's Catalog of Fishes Classification. 2021. (calacademy.org)